# Пођоло-Салајоле (Фиренца)
Пођоло-Салајоле је насеље у Италији у округу Фиренца, региону Тоскана.
Према процени из 2011. у насељу је живело 56 становника. Насеље се налази на надморској висини од 264 м.